# Giustino Menescardi
Giustino Menescardi (* um 1720 in Mailand; † nach 1779 in Venedig) war ein Maler des Settecento.

## Leben und Werke

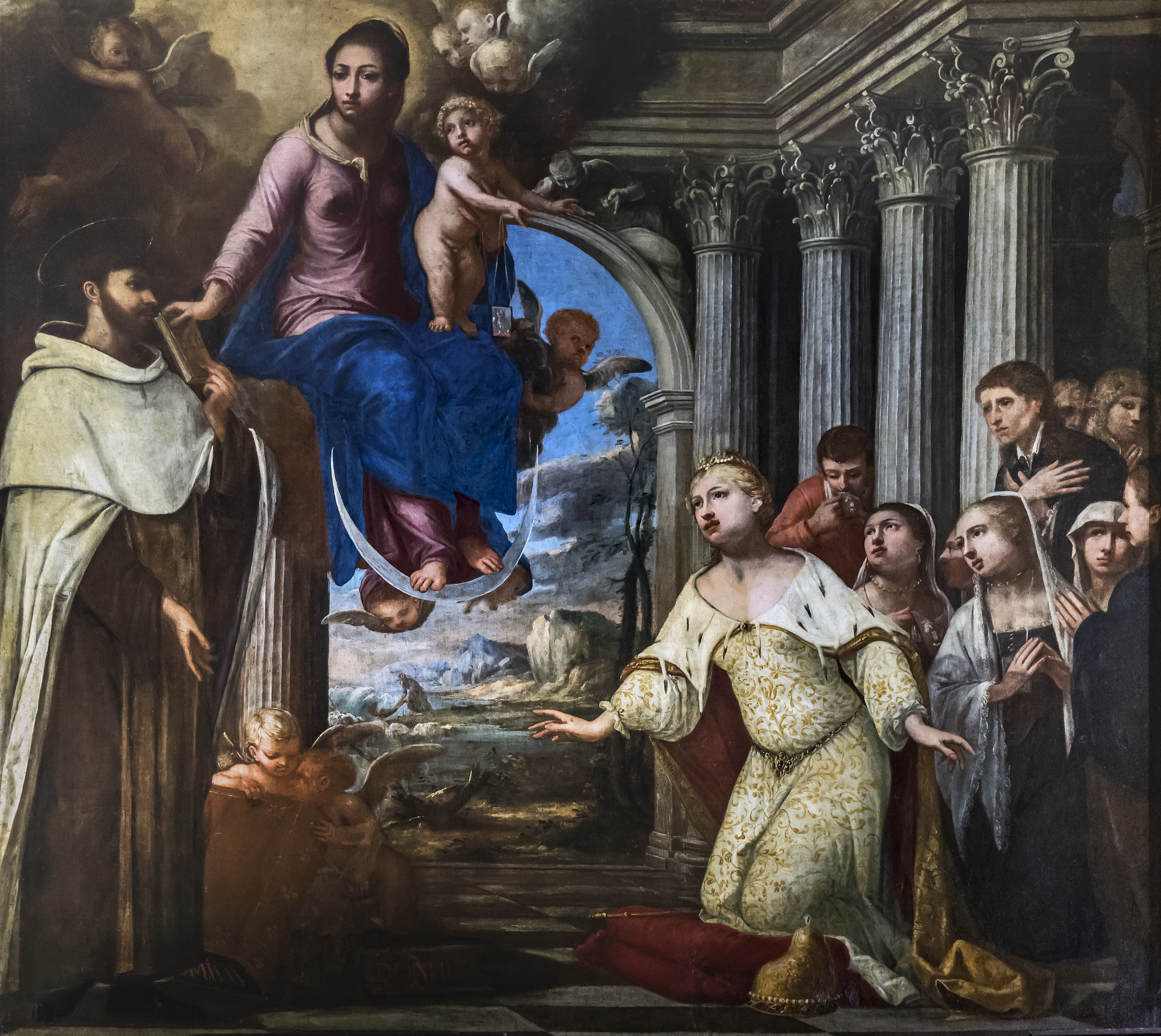
Allegorie Venezias, die in Dogenkleidung vor Maria kniet, Scuola Grande dei Carmini

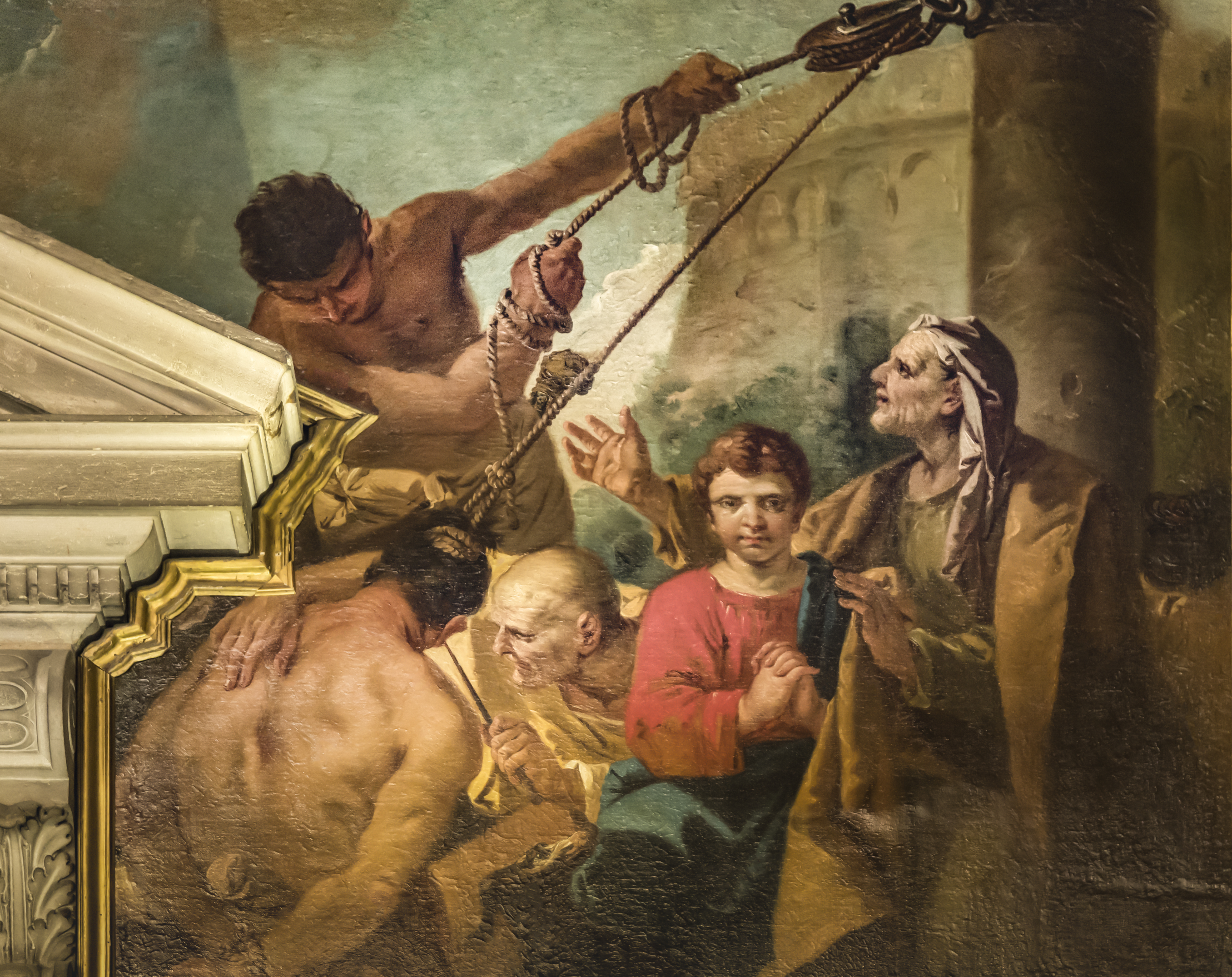
Das Martyrium der Makkabäerbrüder und der Hl. Salome, Sala dell'Archivio, Scuola Grande dei Carmini

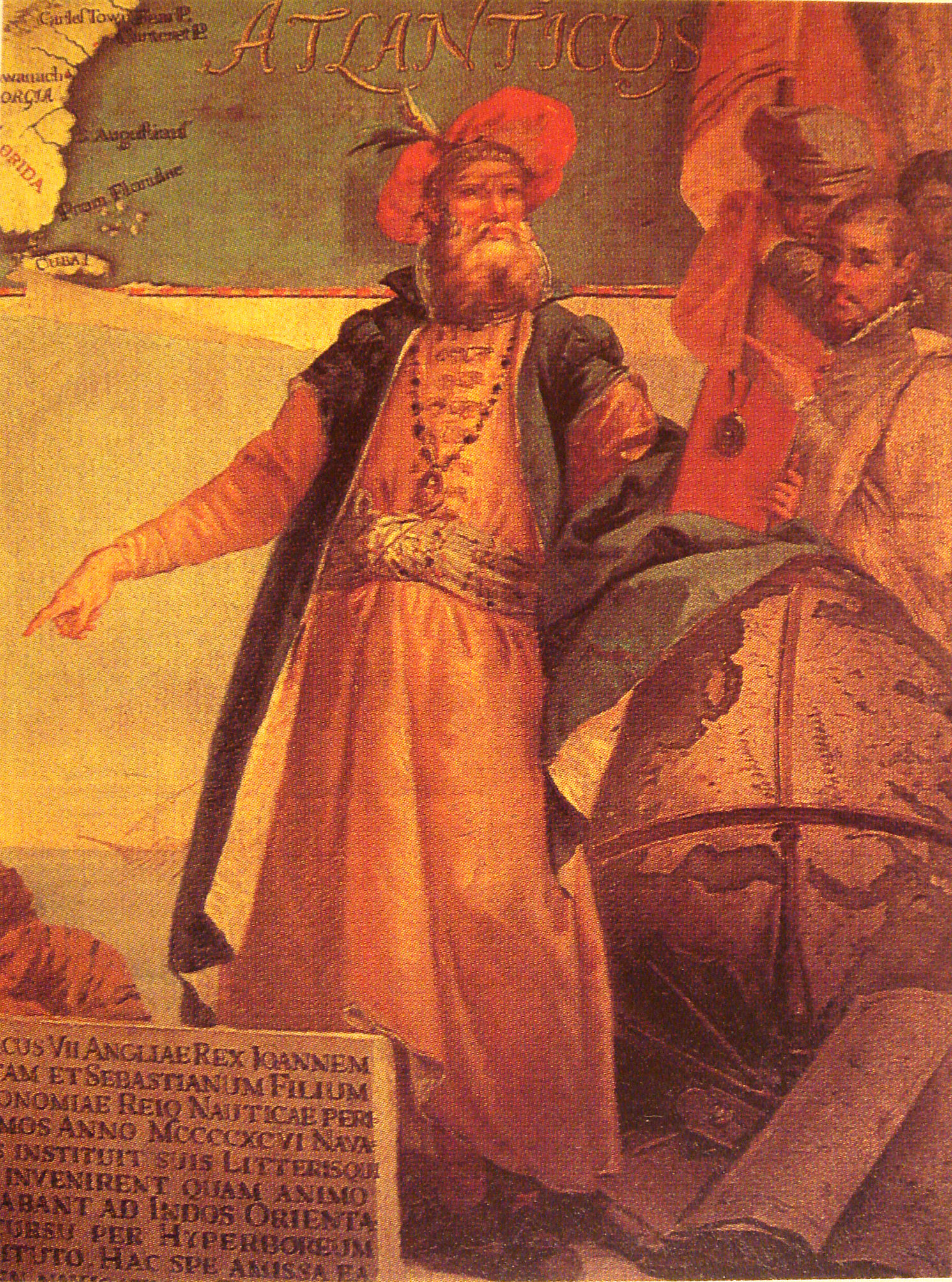
Giovanni Caboto, in Nordamerika als John Cabot bekannt, der als Entdecker Nordamerikas gilt, Sala dello Scudo im Dogenpalast

Über die künstlerischen Aktivitäten Menescardis, der zunächst stark von Giambattista Tiepolo beeinflusst war, wenn auch Einflüsse aus der Emilia geltend gemacht wurden, berichten die Quellen nur für die Jahre zwischen 1751 und 1776. Erstmals erwähnt wird er bereits 1739 und 1747. In Venedig war er in die Malerrolle eingetragen.
Unter seinen Werken ragen die Arbeiten in San Cassian ( ⊙) und im Dogenpalast hervor, wo er in der Sala dello Scudo vier Karten hinterließ, nämlich L'Africa dallo stretto di Gibilterra all'Arabia, L'Italia e l'Europa Orientale, L'Asia Orientale con i viaggi di Marco Polo e di altri illustri viaggiatori veneziani und Le regioni dell'Asia minore fino all'Indo. Darüber hinaus wirkte er an der Ausstattung der Scuola Grande dei Carmini mit, wo er La Vergine appare al profeta Elia sul monte Carmelo anfertigte (Die Jungfrau erscheint dem Propheten Elias auf dem Berg Karmel). 
Möglicherweise lernte Menescardi als einer der Gehilfen bei Tiepolo in Mailand. Dort war Tiepolo in den Jahren um 1740 in der Sankt-Viktor-Kapelle von Sant’Ambrogio tätig, ebenso wie im Palazzo Clerici. Anhand von Stilvergleichen glaubt George Knox im zweiten Skizzenbuch im Berliner Kupferstichkabinett der Staatlichen Museen zu Berlin ein Werk Menescardis identifiziert zu haben. Dabei könnte es sich um eine Variation des Motivs Naufragio di S. Satiro von Tiepolo handeln, ein Werk, das er 1737 für die besagte Kapelle angefertigt hatte.
Am 10. März 1748 stellte der Maler, zusammen mit Gaetano Zompini, Bernardo Ustenghi, Francesco Capella, Jacopo Guarana und Santa Piatti in der Kanzlei der Scuola dei Carmini die Dekorationspläne für den Saal vor, der heute Sala dell’Archivio genannt wird. Schließlich erhielten nach einem längeren Verfahren Zompini und Menescardi den Auftrag. Menescardis Vorlage befindet sich heute im Metropolitan Museum. Während jedoch Zompini nur ein einziges Mal, nämlich am 23. August 1749 entlohnt wurde, erhielt Menescardi zwischen dem 12. Januar 1751 und dem 14. März 1753 eine Reihe von Zahlungen. Außer den Werken Rebecca al pozzo und Ester dinanzi ad Assuero stammen dementsprechend alle Ausstattungen von Menescardi. Neben anderen Werken realisierte er zwischen 1750 und 1752 in der Mitte der Decke Elia con il servo sul monte Carmelo che implora la Vergine. Während sich die acht Paneele eher auf Tiepolo beziehen, sind die acht Frauenbilder vor dem blauen Himmel eher auf den Einfluss Veroneses zurückzuführen. Die vier Paneele mit den Evangelisten und die vier Propheten an der Decke der Sala dell'Albergo, die zwischen 1752 und 1753 angefertigt wurden, zeigen Menescardi bereits als Meister.
Zwischen 1751 und 1776 war er in die Fraglia dei Pittori di Venezia eingetragen, der Malerbruderschaft Venedigs. Sein Zyklus, der von der Gerusalemme liberata des Torquato Tasso inspiriert war, ist heute auf verschiedene Sammlungen verstreut.
Von 1757 bis mindestens 1775 war er Lehrer an der Accademia reale di belle arti di Parma. Im Mai 1761 beschloss der Senat in Venedig eine neue Ausstattung für die Sala dello Scudo im Dogenpalast. Als die Karten von Francesco Griselini im Dezember 1762 vorgestellt wurden, wurden auch die Porträts von Entdeckern und von Allegorien Menescardis vorgestellt, darunter Giovanni Caboto.
1763 arbeitete Menescardi am Teatro San Cassiano mit, das bereits 1812 nach mehreren Bränden abgerissen wurde. Für das Bühnenbild wurde Andrea Urbani berufen, während Menescardi die Decken und der Vorhang oblagen. Sie wurden bis zum 5. November 1763 zur Wiedereröffnung fertiggestellt. Bis zum 14. Oktober 1766 fertigte er zudem die Fresken im Salon des Secondo piano im Palazzo Crotta an.
Im Oktober 1768 wurde er an der Scuola della Carità für 100 Zecchino für ein Gemälde engagiert, nämlich Mosè salvato dalle acque, das sich heute in den Gallerie dell’Accademia befindet. 
Ein Dokument nennt Menescardi als Bewohner der Gemeinde Santa Giustina im Jahr 1770, auch war er bis 1777 in der Gemeindekirche von Noale tätig, wo er die Apotheose der Heiligen Felix und Fortunatus und zwei Episoden aus ihrem Leben anfertigte, mit Unterstützung durch den Maler Francesco Calapo.
Letzte Erwähnung fand Menescardi 1779, als er als Präsident des Collegio dei pittori di Venezia eine Rede über die unguten Vorgänge in seinem Hause hielt.